# 索诺马
索诺马（英文：Sonoma），是美国加利福尼亚州索诺马县下属的一个城市。于1883年9月3日建市。城市面积约为7.1平方公里，根据2010年美国人口普查，该市有人口10,648人。